# 오명항선생토적송공비
오명항선생토적송공비(吳命恒先生討賊頌功碑)는 경기도 안성시 낙원동에 있는 기념비이다. 영조 시기 이인좌의 난을 평정하는데 공을 세운 오명항을 기리기 위해 세웠다.

## 배경
정미환국의 여파로 소론이 분열되면서 1728년(영조 4년) 이인좌의 난이 발생하였다. 오명항은 당시 병조판서로서 토벌군의 도순무사(총사령관)을 맡았다. 3월 23일 오명항이 이끄는 관군은 이인좌의 부대와 안성 부근 청룡산에서 결전을 벌여 승리하였다.:169 그 해 4월 19일 오명항은 개선하였고 영조는 숭례문까지 거둥하여 그를 맞았다.:176 오명항은 창덕궁 돈화문 누각에서 임금에게 적의 수급을 바치는 헌괵례(獻馘禮)를 하였다. 영조는 오명항에게 그 공덕을 죽는 날까지 잊지 않겠다고 치하하였다.:177
오명항은 소론계의 중진이었고 영조 즉위후 호조판서를 거쳐 병조판서가 된 후 이인좌의 난을 평정하였다. 난이 평정된 이후 분무공신(奮武功臣) 1등으로 해은부원군(海恩府院君)에 봉해졌다. 영조가 우찬성을 재수하였으나 자신이 이인좌와 같은 소론임을 들어 사임하였다.

## 비석
비석은 오명항이 사망한 후 16년이 지난 1744년(영조 20) 세웠다. 비문의 앞면은 이인좌의 난 토벌 당시 그의 종사관이었던 우의정 조현명이 글을 짓고, 병조판서 박문수가 글씨를 썼다. 비의 앞면에 쓰는 글인 두전(頭篆)은 대제학 이광덕이 썼으며 조선국 사로 도순무사 오공 안성토적 송덕공비(朝鮮國四路都巡撫使吳公安城討賊頌德功碑 - 조선국의 4로를 담당하여 도순무사로서 안성의 적당을 토벌한 오공의 공덕을 칭송하는 비)라고 적혀 있다.
비문의 주요 내용은 난이 일어나 문무 대신들이 모두 움추리기만 할 때 오직 오명항만이 "임금이 욕을 당하면 신하는 죽어야 한다고 하니 청컨데 신이 나아가 막도록 해 주십시오."라고 청하여 난을 평정하였기에 그 공덕을 높이 칭송한다는 내용이다.
비는 비개가 없이 위가 둥근 모양으로 높이 309cm, 높이 214cm, 너비 93cm, 두께 29cm으로 된 화강암이다. 원래 안성읍 동본동에 세워졌으나 1969년 지금의 안성공원으로 옮겨졌다.

## 같이 보기
- 이인좌의 난
- 조선 영조
- 오명항
- 오명항초상 및 양무공신교서